# 阿爾托斯德古埃拉
阿爾托斯德古埃拉（西班牙語：Altos de Güera），是巴拿馬的城鎮，位於該國中南部，由洛斯桑托斯省的托諾西區負責管轄，面積141.8平方公里，海拔高度830米，2010年人口632，人口密度每平方公里4.46人。